# Vukašin Subotić
Vukašin Subotić, bosansko-srbski general, * 1. junij 1911, Bijeljina, † 7. september 1993.

## Življenjepis
Subotić, častnik VKJ, je oktobra 1941 pobegnil iz nemškega vojnega ujetništva in naslednje leto vstopil v NOVJ; leta 1943 je postal član KPJ. Med vojno je bil na poveljniških položajih več enot; nazadnje je bil načelnik štaba 3. armade.
Po vojni je bil načelnik štaba armade, načelnik Inženirskega šolskega centra,...